# Een dubbeltje op zijn kant (televisieprogramma)
Een dubbeltje op zijn kant is een Nederlands televisieprogramma van RTL 4 gepresenteerd door John Williams. De eerste uitzending werd op 14 mei 2009 uitgezonden.

## Thema en geschiedenis
In Een dubbeltje op zijn kant helpt Williams mensen die in de financiële problemen terecht zijn gekomen. Samen met Annemarie van Gaal brengt hij het financiële plaatje in beeld om dit te verbeteren. Het doel is dat de deelnemers op termijn volledig uit de schulden komen.
Seizoen 3 (najaar 2010) was een spin-off van de normale reeks, waarin dit keer bedrijven in financiële nood een helpende hand werd geboden. Vanaf seizoen 4, dat werd uitgezonden in het najaar van 2013, werden weer mensen in financiële problemen geholpen.